# Rotschopfige Sandbiene
Die Rotschopfige Sandbiene (Andrena haemorrhoa) ist eine solitäre Bienenart aus der Gattung der Sandbienen (Andrena). Sie ist als eine der häufigsten und anpassungsfähigsten Arten der Sandbienen in Mitteleuropa nicht gefährdet.

## Merkmale

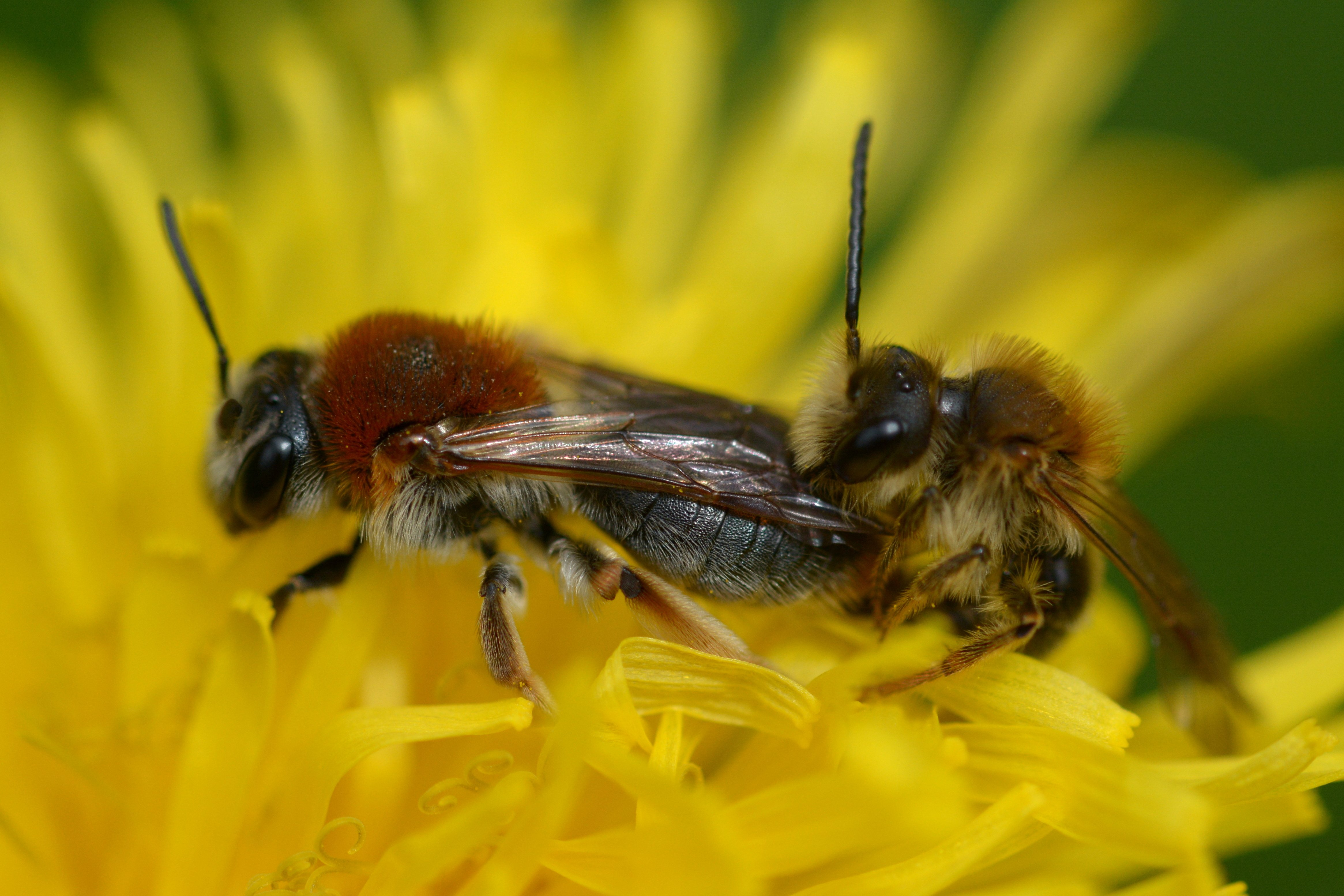
Paarung auf Löwenzahn

### Weibchen
Die Weibchen erreichen eine Körperlänge von 10–12 mm und sind somit etwas kleiner als Honigbienen. Der Kopf ist schwarz mit kurzer heller Behaarung und hellen Fovea. Ihr Thorax ist auf der Oberseite kurz fuchsrot behaart, auf der Unterseite ist er weiß behaart. Der Hinterleib ist schwarz und wirkt durch seine feine Strukturierung relativ matt. Er ist überwiegend kahl, an den Seiten trägt er spärliche helle Haare und an der Spitze einen markanten rotgelben Haarschopf. Die vorderen Beinpaare sind dunkel mit heller Behaarung. Hinterschiene und Fuß sind orange, die Scopae sind hellgelb bis weiß, der Flocculus ist weiß.

### Männchen
Die Männchen sind mit 8–11 mm ein wenig kleiner als die Weibchen. Sie sind am ganzen Körper hellbraun behaart. Die Haarfarbe ist auf der Thoraxoberseite am sattesten. Ihre Grundfarbe ist dunkel. Die Füße und Hinterschienen sind hell, oft mit einigen dunklen Flecken. Der Hinterleib ist insgesamt spärlich behaart, trägt jedoch auch einen Schopf an der Spitze.

## Vorkommen
Die Art kommt in ganz Europa und Asien vor, von Zentralspanien über Mittel- und Osteuropa bis in den fernen Osten. Nordwärts ist die Art bis nördlich des Polarkreises südwärts bis Korsika und in die Toskana verbreitet.
Sie lebt in den unterschiedlichsten Lebensräumen, wie etwa auf Wiesen, Trockenrasen, an Waldrändern, in sandigen Heiden, aber auch in Parks und Gärten. Sie ist anspruchslos an ihren Nistplatz und baut Nester an offenen Stellen oder auch gern zwischen Kräutern und Gräsern. 

## Lebensweise
Die Rotschopfige Sandbiene baut ihre Nester solitär, wobei diese meist einzeln oder in kleinen Gruppen angelegt werden. Nektar und Pollen wird von einer Vielzahl verschiedener Trachtquellen gesammelt (Polylektie). Von Ende März bis Juni kommt eine Generation pro Jahr vor. Die Männchen fliegen im April und Mai auf der Suche nach Weibchen an Bäumen, Büschen und Blumen umher.
Die Rotschopfige Sandbiene ist eine der Arten, die die Bestäubung des Gelben Frauenschuhs übernimmt.

## Systematik
A. haemorrhoa gehört in die Untergattung Trachandrena, die sowohl in der Paläarktis mit sechs Arten als auch in der Nearktis, mit 24 Arten verbreitet ist. 
In Ostasien lebt die etwas kleinere Unterart A. h. japonibia und in Algerien die Unterart A. h. messaadensis, welche vielleicht eine eigenständige At ist.